# Love Gun
Love Gun е шести студиен албум на американската рок група Kiss. Издаден е на 30 юни 1977 г. от Casablanca Records.

## Обща информация
Вътре в албума е включен постер „Love Gun“, заедно с бланка за поръчка на фен артикули с марката на Kiss. Преди да бъде завършен албума, изследване на „Галъп“ показва, че Kiss е най-популярната група в САЩ, класирана по-напред от Aerosmith, Led Zeppelin и Eagles. На 26, 27 и 28 август 1977 г. Kiss записва три концерта в „LA Forum“ за следващото издание на албума „Alive II“.

## Състав
- Пол Стенли – вокали, ритъм китара, бас в „Love Gun“
- Ейс Фрели – китара, вокали, ритъм китара в „I Stole Your Love“
- Джийн Симънс – вокали, бас, ритъм китара в „Got Love For Sale“
- Питър Крис – барабани, вокали

### Допълнителен персонал
- Еди Крамър – пиано в „Christine Sixteen“

## Песни
| 1.    | I Stole Your Love    | 3:04 |
| 2.    | Christine Sixteen    | 3:14 |
| 3.    | Got Love for Sale    | 3:29 |
| 4.    | Shock Me             | 3:49 |
| 5.    | Tomorrow and Tonight | 3:40 |
| 6.    | Love Gun             | 3:18 |
| 7.    | Hooligan             | 3:01 |
| 8.    | Almost Human         | 2:49 |
| 9.    | Plaster Caster       | 3:27 |
| 10.   | Then He Kissed Me    | 3:02 |
| 32:53 |                      |      |

## Позиции в класациите
| Класация (1977)      | Най-добра позиция | Седмици в класацията |
| -------------------- | ----------------- | -------------------- |
| Австралия            | 13                |                      |
| Канада               | 3                 |                      |
| Германия             | 18                |                      |
| Япония               | 2                 | 18                   |
| Швеция               | 6                 |                      |
| Швейцария            | 8                 |                      |
| Billboard Pop Albums | 4                 | 25                   |